# Cantonul Sucy-en-Brie
Cantonul Sucy-en-Brie este un canton din arondismentul Créteil, departamentul Val-de-Marne, regiunea Île-de-France, Franța.

## Comune
| Comune       | Populație (1999) | Cod poștal | Cod INSEE |
| ------------ | ---------------- | ---------- | --------- |
| Sucy-en-Brie | 24 812           | 94 370     | 94 071    |